# Sjumsk
Sjumsk (ukrainsk: Шумськ, polsk: Szumsk) er en by i den vestlige del af Ukraine. 
Byen har 5.366 (2021) indbyggere.
Sjumsk ligger i den historiske region Volhynien ved floden Vilija, ca. 74 kilometer nordøst for byen Ternopil. Den er hovedby i Sjumsk byhromada (kommune) i Kremenets rajon (distrikt) i Ternopil oblast (region).

## Historie
Sjumsk blev første gang nævnt i 1149 . Ved Polens delinger mellem Preussen, Rusland og Østrig lå Sjumsk i den del af Polen, der tilfaldt Rusland. Byen kom herefter til at høre til Volhynien guvernement. Efter Første Verdenskrig blev Sjumsk igen en del af den genetablerede polske stat. Efter Anden Verdenskrigs afslutning kom byen til Sovjetunionen som del af den Ukrainske SSR. Siden Sovjetunionens opløsning i 1991, hvor den Ukrainske SSR blev transformeret til den moderne stat Ukraine, har byen hørt til Ukraine.

## Politik og administration
Sjumsk er hovedby i Sjumsk byhromada (kommune) i Kremenets rajon (distrikt) i Ternopil oblast (region).
Indtil 18. juli 2020 var Sjumsk det administrative centrum for Sjumsk rajon. Rajonen blev nedlagt i juli 2020 som led i den administrative reform af Ukraine, der reducerede antallet af raioner i Ternopil oblast til tre. Området i Sjumsk rajon blev slået sammen med Kremenets rajon.

## Galleri
- Den Ubesmittede Undfangelses Kirke i Sjumsk
- Monument for Vasilij Sjisjkovskij, nedtaget i 2017